# オプス・クラヴィチェンバリスティクム
オプス・クラヴィチェンバリスティクム（原題：Opus Clavicembalisticum）はカイホスルー・シャプルジ・ソラブジによって作曲されたピアノ独奏曲である。日本語訳は、「鍵盤楽器作品」である。

## 概要
この作品は、1930年6月25日に完成した。4時間弱を要する演奏時間に加え、ピアノ奏者に要求する極端な演奏技術を特徴とする。ソラブジ本人の手によって作曲後まもなく初演されている。以前はRiemann Musiklexikonによって3時間をはるかに超えるピアノ独奏作品と述べられたこともあったが、実際には484ページの手稿と8時間の演奏時間を持つソラブジ後年の作品「交響的変奏曲」や、同等の演奏時間を誇るフレデリック・ジェフスキーの「道」など、更に長大な作品が存在する。また、1980年代までは、「これまでに書かれた中で最も難しいピアノ曲である」と認識されることも多く、難易度と複雑性においては他のどの作品にも引けを取らないとされていたが、現在では楽譜と音源の入手が容易となり、挑戦するピアニストが増加しつつある。ソラブジの創作の第一期の総決算とも、第二期の序章であるとも言われるが、これ以後ソラブジ作品の演奏時間は長大化と微小化の両面を兼ねる形で進行する。

## 構成

### 全曲
作品は以下の12の部分より構成される。
1. Introito
2. Preludio Corale
3. Fuga I quatuor vocibus
4. Fantasia
5. Fuga II Duplex (A Due Soggetti)
6. Interludium Primum (Thema Cum XLIV Variationibus)
7. Cadenza I
8. Fuga Tertia Triplex (A Tre Soggetti)
9. Interludium Alterum (Toccata. Adagio. Passacaglia Cum LXXXI Variationibus)
10. Cadenza II
11. Fuga Quadruplex A Quattro Soggetti
12. Coda-Stretta

### 書簡
ソラブジはこの巨大作品の完成にあたり、友人の一人に次のような手紙を書いている。

頭が割れそうに痛み、おこりにかかったかのように文字通り全身ががたがたと震えつつ、この手紙を書いています。今日の昼過ぎに、クラヴィチェンバリスティクムを書き終えました……結尾の4ページはこれまで私が書いたことのないほど、怒濤の如く、激しいものです。和声は硝酸のように肌を刺し、対位法は神の水車のようにじりじりと挽きます……

確かに終幕の4ページにおいては、それまで考えられることのなかった極端に演奏困難なパッセージが雨あられと降り注いで聴き手を圧倒し、擬似クラスター音響で終結する。この部分の演奏は通常テンポを落として演奏可能な範囲で処理することが多い。
ソラブジは音量で制する演奏を好まなかったにもかかわらず、楽譜には大量のアクセント記号と轟音を指定するfffffの指示も稀ではない。ポスト・スクリャービン的な和声からの脱却を目指して、オクターブに支えられた音塊が全音域を暴れまわる。第二間奏のパッサカリアの部分では、和声イディオムが成長する過程を堪能することができる。

## 演奏
オプス・クラヴィチェンバリスティクムが実際に公開演奏されることは、作曲者の出した通達のため厳格に禁じられた。1930年にソラブジ本人の手によって初演されたが、その次の公開演奏は1982年にオーストラリア出身のジェフリー・ダグラス・マッジが行った計5回の演奏会（パリ、シカゴ、モントリオール、ユトレヒト、ボン）まで待たなければならない。
ジョン・オグドンは1950年代後半にソラブジの前で全曲を私的に演奏したが、ソラブジ本人からのOKが得られなかった。マッジも1960年に私的に演奏を試みたものの、当時は公開演奏は作曲者の手で全て禁じられていた。結局ソラブジ本人が折れて両者の公開演奏が実現し、録音はマッジとジョン・オグドンによる2種が存在する。マッジの演奏にはソラブジは大変喜んでいたようでその旨の書簡も残されているが、オグドンについてはコメントがない。
マッジのCDの発売後ベルリン・ビエンナーレのプロデューサーの目にとまり、「ぜひベルリン初演を」という要望にこたえた形で2002年にベルリン初演が実現した。ヨハン・ゼバスティアン・バッハを敬愛しつづけたソラブジの遺志にも答え、その時にはマッジはバッハの平均律クラヴィーア曲集両巻の全曲演奏も行った。
2003年にはジョナサン・パウエルがこの作品で演奏ツアーを行い、ジャン＝ジャック・シュミットがBiennale Bern 2003で一部を演奏し、中村和枝も六甲のテアトルラモーで抜粋演奏を行った。ダーン・ファンデワレの全曲録音も話題となった。

## 楽譜
出版楽譜のエラー表は作られているが、これ以外にもエラーが存在するという説がある。自筆譜からもう1回清書譜を起こさなければならないのではという見方が有力である。作曲者は23部しか初版を印刷しなかった。現在ではそのうちの数部が完全な形で現存し、作曲者自身のエラー校正の痕跡が見られる。この点、楽譜の間違いや矛盾を間違いと認めなかったチャールズ・アイヴズと対照的である。現行の出版譜はこの痕跡が見られるもののコピーに拠る。